# Chet McNabb
Chester Derald McNabb, detto Chet (Powell, 19 settembre 1920 – Buckeye, 14 giugno 1990), è stato un cestista, giocatore di baseball e allenatore di pallacanestro statunitense, professionista nella BAA.

## Carriera
Dopo la carriera universitaria a Arizona State, disputò 2 partite nella BAA con i Baltimore Bullets nel 1947-48.